# Cachoplistinae
Sous-famille
Les Cachoplistinae sont une sous-famille d'insectes orthoptères de la famille des Gryllidae.
Elle forme un groupe avec les Luzarinae Hebard 1928, les Paragryllinae Desutter-Grandcolas 1988, les Phalangopsinae Blanchard 1845 et les Phaloriinae Gorochov 1985.

## Liste des genres
Selon Orthoptera Species File (27 mars 2010) :
- Cachoplistini Saussure 1877
  - Cacoplistes Brunner von Wattenwyl, 1873
- Endacustini Gorochov 1986
  - Anendacusta Gorochov, 2003
  - Caltathra Otte, 1987
  - Discotathra Gorochov, 2003
  - Endacusta Brunner von Wattenwyl, 1873
  - Endotaria Chopard, 1951
  - Itarotathra Gorochov, 2003
  - Nesitathra Otte & Rentz, 1985
  - Paragryllodes Karny, 1909
  - Phaeophilacris Walker, 1871
  - Prosecogryllus Brancsik, 1892
  - Pseudendacusta Gorochov, 2003
  - Tathra Otte & Alexander, 1983
  - Zaclotathra Gorochov, 2003
- Homoeogryllini Gorochov 1986
  - Homoeogryllus Guérin-Méneville, 1847
  - Meloimorpha Walker, 1870
- Luzaropsini Gorochov 1986
  - Larandopsis Chopard, 1924
  - Luzaropsis Chopard, 1925

## Référence
- Saussure, 1877 : Mélanges Orthoptérologiques. Fasc. V. Gryllides. Mémoires de la Société de Physique et d'Histoire Naturelle de Genève, vol. 25, n. 1, p. 1-352.